# فلیندرز ۱۰۲۰۳
سیارک ۱۰۲۰۳ (به انگلیسی: 10203 Flinders، نامگذاری:1997PQ) ده هزار و دویست و سومین سیارک کشف شده‌است که در ۱ اوت ۱۹۹۷ کشف شد.
قدر مطلق سیارک برابر ۱۵٫۰۰ است.